# Reesen
Reesen is een plaats en voormalige gemeente in de Duitse deelstaat Saksen-Anhalt. Het maakt sinds 1 juli 2009 deel uit van de gemeente Stadt Burg (Burg (bij Magdeburg)) in de Landkreis Jerichower Land.
Het dorp ligt aan de Bundesstraße 1, 5½ kilometer ten oosten van de stad Burg.
Reesen ligt in een bosrijke omgeving, o.a. direct ten zuiden van het natuurreservaat Bürgerholz bei Burg.
Het in de middeleeuwen gestichte boerendorp lag tot aan de Dertigjarige Oorlog (1618-1648) aan de, van tijd tot tijd betwiste, grens van de Mark Brandenburg en het Aartsbisdom Maagdenburg, wat nog wel eens tot oorlogsleed voor de dorpsbewoners leidde. Vaak hadden de heren uit het geslacht Von Plotho, afkomstig uit Genthin, er de macht. Na 1648 was het steeds onder Brandenburgse en later Pruisische heerschappij.
Reesen was tot 1990 overwegend een boerendorp; na de Duitse hereniging werden er in het gunstig en fraai aan de bosrand gelegen dorp woonwijken voor beter gesitueerde inwoners van de stad Burg bijgebouwd.
Op 2 kilometer ten westen van Reesen werd op last van de regering van de DDR eind 1953 een radiozendinstallatie (frequentie: 783 kHz, middengolf) gebouwd. De zendmast ervan was enige tijd het hoogste bouwwerk door mensenhand in de gehele DDR. De beide, 210 en 324 meter hoge, masten staan er nog. Lange-golfradio-uitzendingen worden via deze masten nog doorgegeven. Waarvoor de masten tegenwoordig verder nog gebruikt worden, is onduidelijk.
Het dorpskerkje van Reesen is vooral van buiten zeer schilderachtig. Het deels in romaanse stijl gebouwde godshuis dateert deels uit de 12e, deels uit de 17e eeuw.

## Afbeeldingen

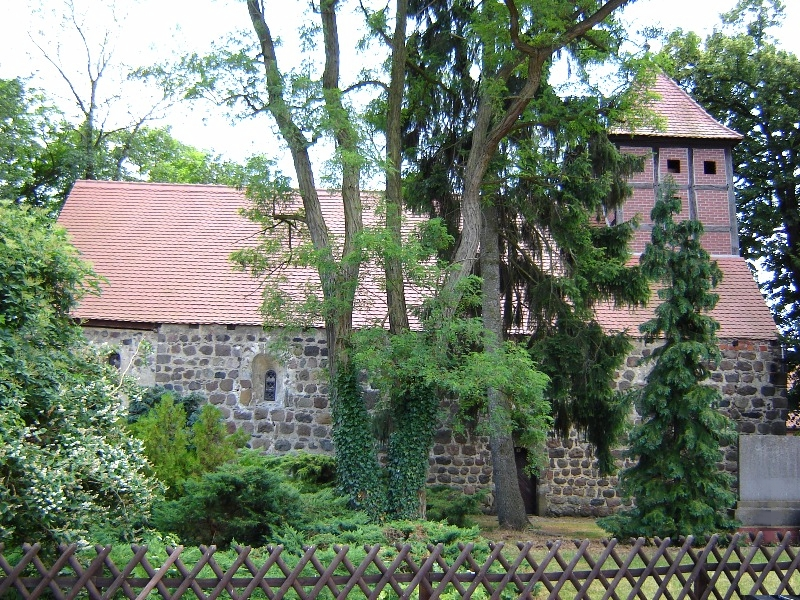
Evang.-luthers dorpskerkje te Reesen (1)
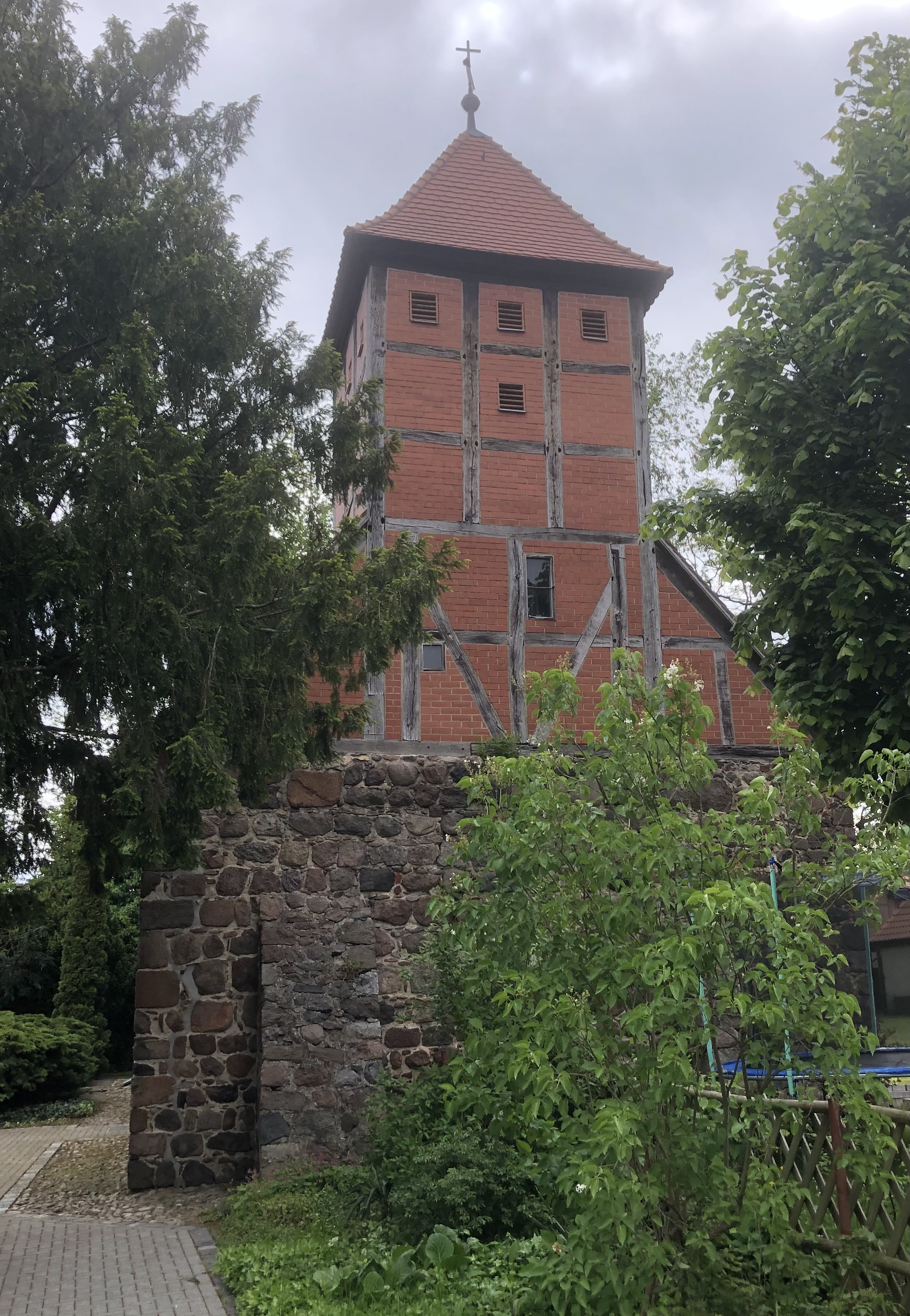
Evang.-luthers dorpskerkje te Reesen (2)
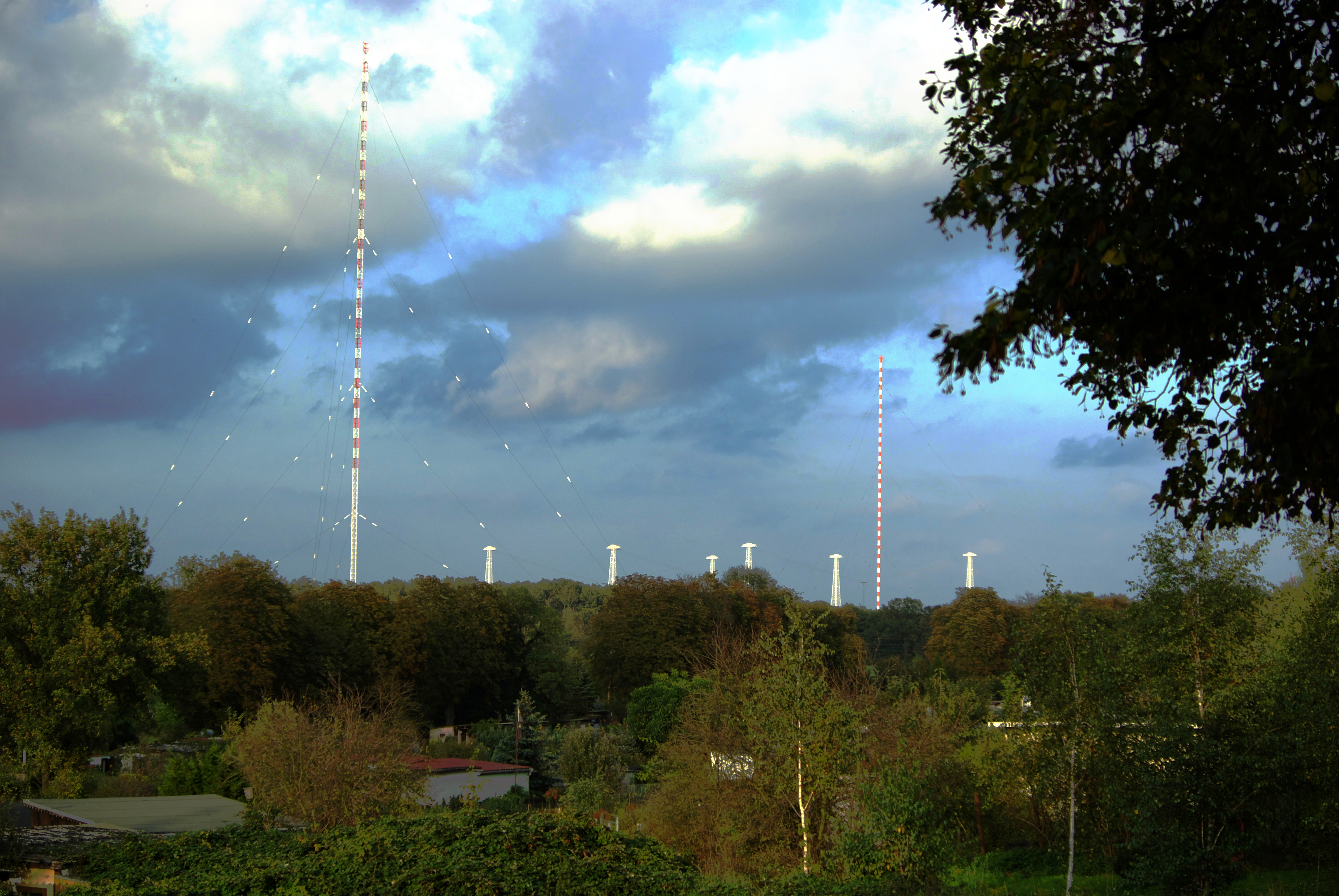
Radio-zendmasten tussen Burg en Reesen